# Mécheria
Mécheria (o Méchria) è un comune dell'Algeria, situato nella provincia di Naâma.